# Admonitio generalis
Admonitio generalis (poslovenjeno Splošno opozorilo) je kapitular, ki ga je leta 789 izdal Karel Veliki. Je eden od najbolj znanih kapitularjev. 

## Vsebina in cilji
Admonitio generalis, napisan v Aachnu, je podrobno sporočilo in opozorilo, naslovljeno na škofe, ostalo duhovščino, posvetne dostojanstvenike in ljudstvo. Nanaša se izključno na Sveto pismo in kanonsko pravo in tvori program reform za celotno Frankovsko cesarstvo. V njegovi formulaciji je sodeloval pomemben učenjak Alkuin (735-804). Kapitularij nadaljuje pobudo za celovito reformo izobraževanja, katere prvi ohranjeni dokument je Epistola de litteris colendis (Poslanica o bogoslužju) iz leta 784/785, naslovljena na opata Baugulfa iz Fulde in pozneje poslana Angilramu iz Metza v nadaljnje razdeljevanje.
Kapitular je razdeljen na dva glavna sklopa: 
- Poglavja od 1 do 59 obravnavajo vprašanja cerkvenega reda. Na splošno gre za ponovitev navodil, ki jih je dal papež Hadrijan I. leta 774, natančneje kanonov in papeških dekretov iz zbirke Dionizija Malega. Cilj je bil obnoviti staro kanonsko pravo, ki je veljalo za zgledno.
- V drugem delu, poglavja od 60 do 82, se začne dejanski program reform. Namen Karla Velikega je bil dokončno pokristjaniti številna še poganska plemena v svojem cesarstvu. Duhovne in posvetne vladarje je spodbujal k usklajenemu sodelovanju in v cerkvene ustanove uvedel obsežen izobraževalni program. Vse škofije in samostani so morali ustanoviti šole pisanja in branja.[2]
- Morda prelomna je bila zapoved o rabi ljudskega jezika v pastorali in pridiganju, potrjena na frankfurtski sinodi leta 794. Ljudski jeziki so bili izenačeni s hebrejščino, latinščino in grščino, vendar sta liturgija in svetopisemsko besedilo očitno ostala latinska.[3]